# Generație (film)
Generație este un film din 1954 regizat de Andrzej Wajda.